# Geranomyia snyderi snyderi
Geranomyia snyderi là một phân loài ruồi của loài Geranomyia snyderi trong họ Limoniidae. Chúng phân bố ở miền Australasia.